# Dywizjon 310
310 czechosłowacki dywizjon myśliwski – czechosłowacki dywizjon myśliwski Royal Air Force walczący podczas II wojny światowej.

## Historia
Jednostka została utworzona 10 lipca 1940 roku w bazie RAF w Duxford i zaopatrzona w myśliwce Hawker Hurricane I. Był to pierwszy dywizjon utworzony z pilotów spoza Wielkiej Brytanii, w tym przypadku Czechosłowaków. W okresie od 10 lipca 1940 do 7 lipca 1941 posiadał dwóch dowódców brytyjskiego i czechosłowackiego, pierwszym brytyjskim dowódcą był squadron leader George D.M. Blackwood, a czechosłowackim Alexander Hess. Dywizjon, będący częścią Big Wing Duxford w ciągu ostatniego miesiąca bitwy o Anglię potwierdził 39 zestrzeleń .
Od roku 1941 dywizjon prowadził operacje ofensywne nad kanałem La Manche i działał jako osłona dla alianckich bombowców. W marcu 1941 roku jednostka otrzymała nowsze wersje myśliwców Hurricane, a trzy miesiące później przeniesiono dywizjon 310 do Szkocji. W październiku jednostka ponownie dostała nowe maszyny – Supermarine Spitfire IIa i Vb .
Pod koniec 1941 roku dywizjon po raz kolejny wrócił do działań defensywnych, tym razem w Kornwalii na zachodzie Anglii. Po półtorarocznej walce, w czerwcu 1943 roku, Czechosłowaków zluzowano i ponownie przeniesiono do Szkocji na trzymiesięczny odpoczynek.
Od 1944 roku piloci zaopatrzeni w nowe Supermarine Spitfire IX weszli w skład 134 Wing – nowej formacji myśliwsko-bombowej wykonującej loty podczas alianckiego lądowania w Normandii. Później jednostkę przydzielono do patrolowania wybrzeży Belgii i Holandii .
W sumie dywizjon 310 potwierdził zestrzelenie 52,5 samolotu wroga i 4 latających bomb V1.
7 sierpnia 1945 dywizjon przebazowano do Hildesheim w Niemczech, a następnie do stolicy Czechosłowacji – Pragi, jako część nowych Czechosłowackich Sił Powietrznych. Jako jednostka RAF-u dywizjon został rozwiązany 15 lutego 1946 roku.

## Dowódcy
- Alexander Hess (12.07.40-28.02.41) (dowódca czechosłowacki)
- George D.M. Blackwood (12.07.40-01.01.41) (dowódca brytyjski)
- František Weber (28.02.41-07.04.42) (dowódca czechosłowacki)
- Jerrard J. Jefferies-Latimer (01.01.41-07.07.41) (dowódca brytyjski)
- František Doležal (07.04.42-15.01.43)
- Emil Foit (15.01.43-13.01.44)
- Hugo Hrbáček (13.01.44-21.05.44)
- Václav Raba (21.05.44-15.09.44)
- Jiří Hartman (15.09.44-14.09.1945) (do chwili rozformowania dywizjonu w Czechosłowacji)

## Używane samoloty

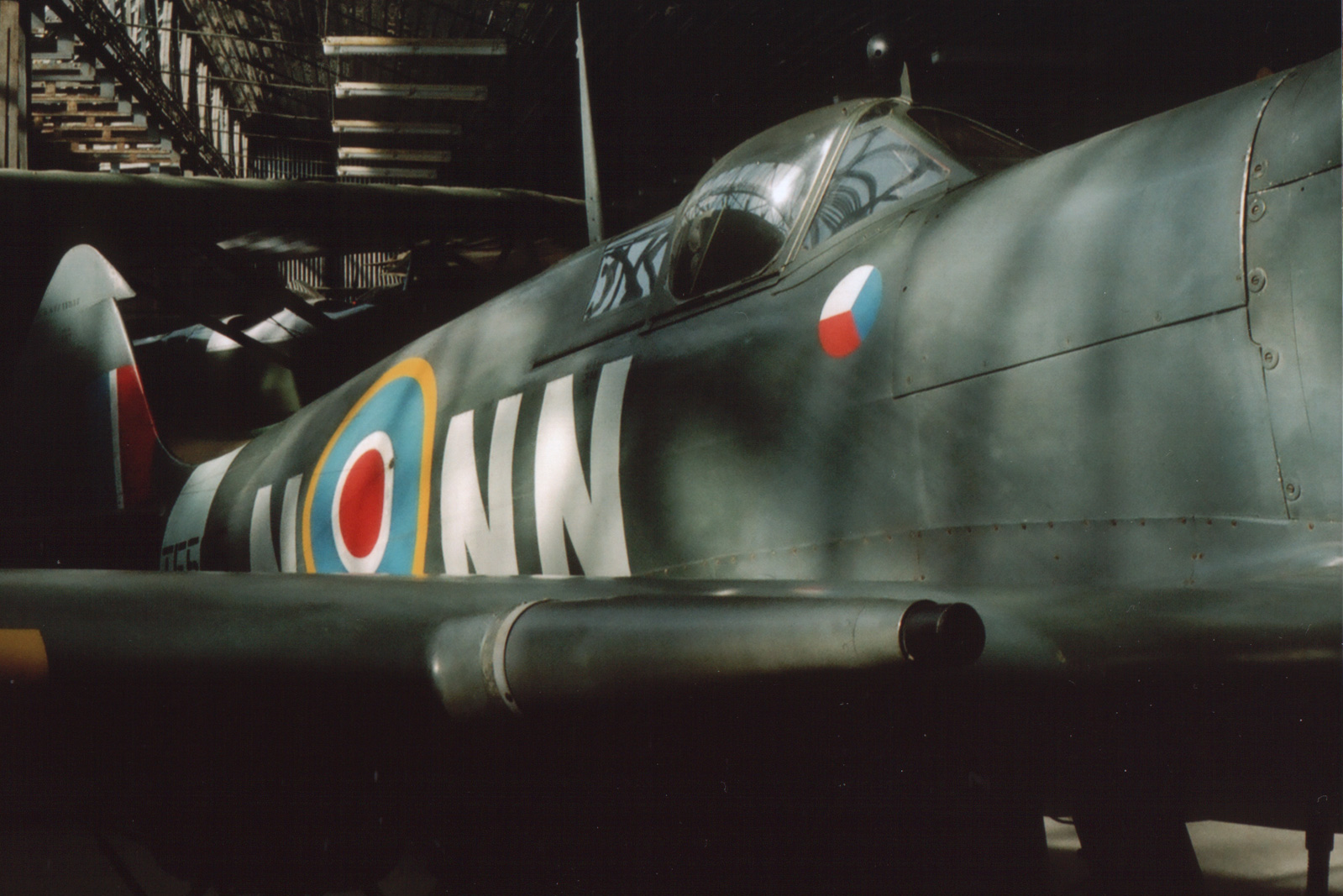
Spitfire Mk.IX z oznaczeniami Dywizjonu 310, Muzeum Lotnictwa w Pradze

Źródło
| Od               | Do            | Samolot              | Wersja |
| ---------------- | ------------- | -------------------- | ------ |
| lipiec 1940      | marzec 1941   | Hawker Hurricane     | I      |
| marzec 1941      | grudzień 1941 | Hawker Hurricane     | IIa    |
| czerwiec 1941    | listopad 1941 | Hawker Hurricane     | IIb    |
| październik 1941 | grudzień 1941 | Supermarine Spitfire | IIa    |
| listopad 1941    | marzec 1944   | Supermarine Spitfire | Vb     |
| lipiec 1942      | czerwiec 1943 | Supermarine Spitfire | Vc     |
| lipiec 1943      | wrzesień 1943 | Supermarine Spitfire | VI     |
| wrzesień 1943    | marzec 1944   | Supermarine Spitfire | Vc     |
| styczeń 1944     | lipiec 1944   | Supermarine Spitfire | LF.IX  |
| lipiec 1944      | wrzesień 1944 | Supermarine Spitfire | Vb     |
| sierpień 1944    | luty 1946     | Supermarine Spitfire | LF.IX  |